# Poa stenantha
Poa stenantha är en gräsart som beskrevs av Carl Bernhard von Trinius. Poa stenantha ingår i släktet gröen, och familjen gräs. Inga underarter finns listade i Catalogue of Life.